# Радич (річка)
Радич — річка в Україні, у Звягельському та Коростенському районах Житомирської області, ліва притока річки Уж басейну р. Прип'яті.

## Опис
Довжина річки 17 км.

## Розташування
Бере свій початок на північно-західній околиці села Сімаківка. Тече в східному напрямку і на північній околиці села Рудня-Білківська впадає в річку Уж. Висота витоку річки над рівнем моря — 204 м; висота гирла — 188 м; падіння річки — 16 м; похил річки — 0,94 м/км. 
Річка має 9 безіменних струмків. Через річку проходить газо- і нафтопровід. 
В річці водиться щука, карась, пічкур і плітка.